# 魏勃
魏 勃（ぎ ぼつ、生没年不詳）は、前漢初期の武将。

## 略歴・人物

### 若き魏勃
『史記』斉悼恵王世家および『漢書』高五王伝によると、彼の出身地は不詳だが、父が鼓琴の名手だったという。魏勃の父は秦の皇帝に謁見して鼓琴を披露したことがあった。
魏勃が若かったころ、斉国に赴き、斉国の丞相の曹参に面会を求めたが、彼の生家は寒門（貧家）のために、縁故の繋がりがなかった。そこで魏勃は一案を浮かび、早朝と深夜に毎日、曹参の館の門前に清掃した。これを見た曹参の家臣である舎人（属官）は事態が呑み込めず、そこにいた魏勃に問い質した。魏勃はこの時ばかりに「貧乏であるわたしは丞相さまにお目通り願いたく、せめて早朝と深夜に清掃したのです」と答えた。これを聞いた曹参の舎人は「よし、君の心意気が気に入った。丞相さまに会わせよう」と述べて、曹参との面会を叶わせた。
曹参は若き魏勃を見て、共に語り合った結果、これは聡明な人物と判断し、舎人として召し抱えた。数年の歳月が流れ、魏勃は御者として、曹参に従った時にある事項を進言した。魏勃の献策を聴いた曹参は「素晴らしい若者だ」と評価し、彼を斉王劉肥（悼恵王）に謁見すべく、取り計らったという。斉王も彼を有能な人材と判断して、直ちに内史（検察官）に昇進させたという。こうして魏勃は二千石の禄高を貰い、念願の官僚となった。

### 斉国の実力者
やがて、紀元前189年に劉肥が崩じて、太子の劉襄（哀王）が亡父の後を継いだ。その時には曹参（紀元前190年没）も既に亡くなっていたので、魏勃が斉国の実力者となったという。
やがて、劉襄は魏勃を中尉に昇進させ、劉襄の母方の叔父の駟鈞（後の清郭侯）・郎中令の祝午と共に斉国の政権を把握した。
紀元前180年に呂雉が死亡し、劉襄の弟の劉章からその報を聞くと魏勃をはじめ駟鈞と祝午を召し出して、相談した。その時に呂雉が監察官として派遣された丞相の召平はこれを聞いて、ただちに軍勢を率いて王宮を包囲した。しかし、魏勃は召平を欺いて「王は軍勢を動員させておるようですが、朝廷の虎符の印を所持しておりません。ところで丞相は王宮を包囲していることは結構なことです。私は貴公のために王の周囲を封鎖しましょう」と述べた。そのため、召平は魏勃を信用した。魏勃は、親衛隊を率いて王宮を包囲した。同時に召平の邸宅に押し寄せた。これを聞いた召平は背筋が凍りながら、観念し「ああ…道家の言葉のように決断を早めないと己の身の破滅を迎えるというが、まことにその通りだった」と叫んで、そのまま自決した。
間もなく、魏勃は大将軍に昇進し、新しく斉国の丞相となった駟鈞と内史・中尉となった祝午と共に軍勢を動かした。劉襄直々が総大将として長安に向けて呂氏討伐に動いた。

### 魏勃の没落
やがて、漢の丞相の陳平・太尉の周勃・上将軍の灌嬰ら劉邦以来の元勲によって呂氏が滅ぼされると、突如灌嬰は急遽に滎陽で魏勃を召喚した。これは、魏勃が中心となり斉王を煽動したとの報告を聞いたからである。そこで灌嬰は「そなたは陛下のお許しもなく、王を煽って動いたと聞くが、これはどういうことか？」と尋問した。魏勃は歴戦の猛者である灌嬰の前で口を痙攣しつつ、震え出してしまい「家が放火した火を消すには、とても報告する猶予はございません」と答えるのが精一杯であった。これを見た灌嬰は笑い出して、魏勃に対して憐れみを感じ「人々は魏勃を賢者と申すが、これは只の凡愚に過ぎん」と述べて、そこで魏勃を免職した。その後の魏勃の行方は定かではない。